# Medraz
Medraz ist eine Ortschaft der Marktgemeinde Fulpmes im Bezirk Innsbruck-Land in Tirol.
Der Ort besteht aus drei Teilen: Medraz-Dorf, Medraz-Stille und Medraz-Industriegebiet.
Medraz-Dorf ist zugleich der größte und älteste Teil von Medraz. Dominiert von Einfamilienhäusern, finden sich auch vereinzelt Bauernhöfe in Medraz. Etwas jünger ist die Medrazer Stille. Wo anfangs nur wenige Häuser waren, entwickelten sich später imposante Wohnanlagen. Im Industrieteil von Medraz haben sich bedeutende Industrien angesiedelt. Von besonders großer Bedeutung ist die Metallindustrie. Mit der Entstehung des Industriegebietes waren viele Unternehmen, zuvor ansässig in Fulpmes, hierher umgezogen.
Bereits um 1500 war von einem Dorf namens „Madaratz“ die Rede. Diese Bezeichnung dürfte römischen Ursprungs sein. Mit Stand Januar 2022 zählte Medraz 1334 Einwohner. Der Großteil davon dürfte wohl in der Medrazer Stille leben.

## Sehenswürdigkeiten

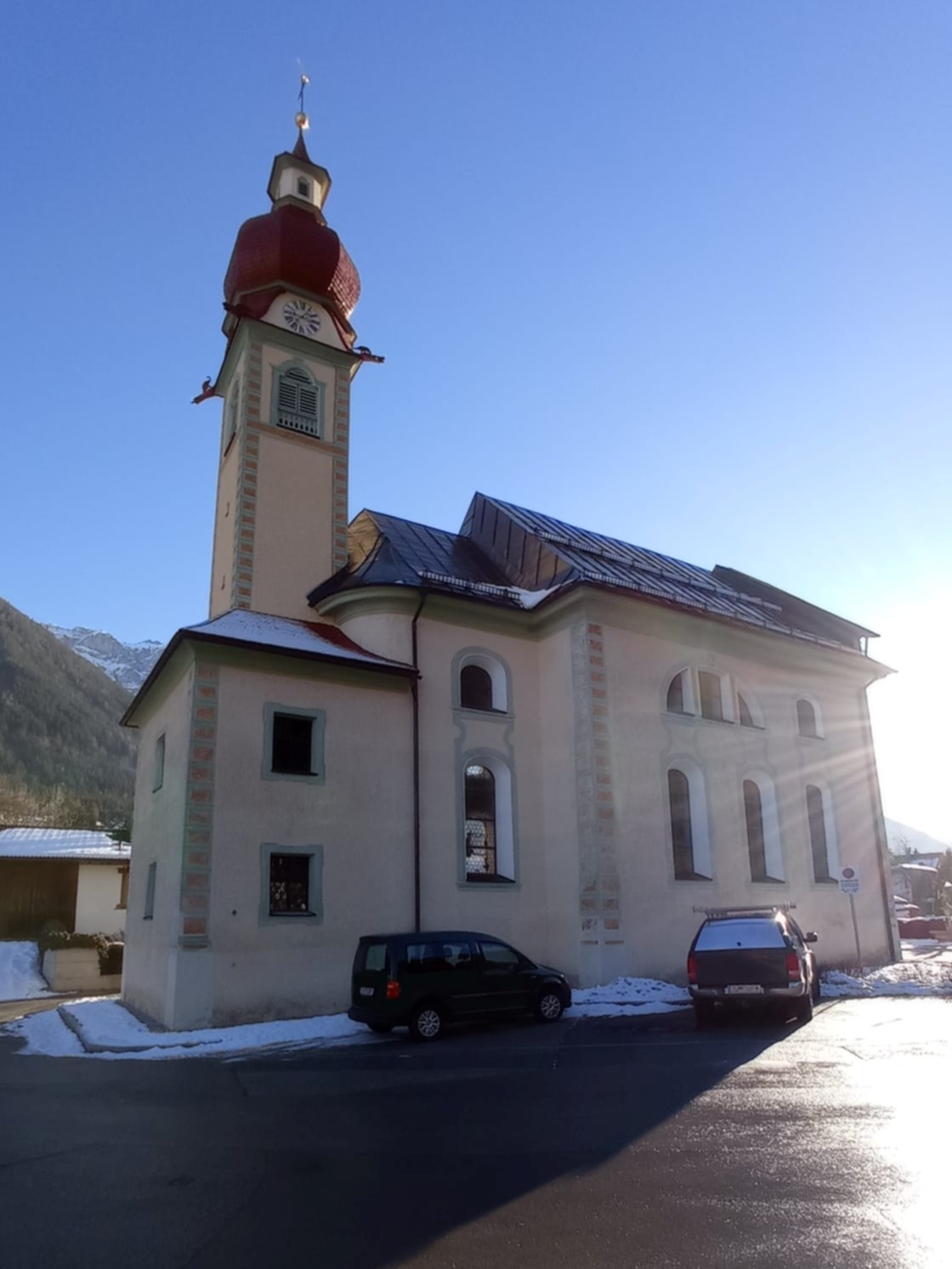
Pfarrkirche St. Margarethen

- Pfarrkirche St. Margarethen. Die Pfarrkirche wurde vom Tiroler Pfarrer und Architekten Franz de Paula Penz gestaltet. Sie wurde in den Jahren 1746–1747 erbaut und ist der Hl. Margaretha geweiht.
- Blutschwitzerkapelle, auch genannt Kapelle zum Blutschwitzer, erbaut in der ersten Hälfte des 18. Jahrhunderts. Über der Rundbogenöffnung befindet sich in einer Kartusche eine Darstellung des Gnadenbildes von Maria Waldrast. Die Skulptur Christus am Ölberg stammt aus der Bauzeit der Kapelle.
- Floriansbrunnen - Brunnen mit einer barocken, farbig gefassten Skulptur des Hl. Florian von Lorch, gekleidet als römischer Soldat mit seinen Attributen Fahne und Wassereimer.
- Die Holzbrücke Medraz ist mit einem Satteldach bedeckt und überquert die Ruetz.
- Sonnenstein, ein Nachbargipfel der Serles, seine Höhe beträgt rund 2.441 m. Der Aufstieg über den sogenannten Tolersteig beginnt im Ortsteil Medrazer Stille.

## Sage
In der Sage „Das versunkene Dorf“ wird von einem Dorf namens St. Margarethen erzählt. Demnach hatten die Dorfbewohner Schandluder mit ihrer Dorfheiligen, der Heiligen Margaretha betrieben. daraufhin ließ die Heilige ein Unwetter über das Dorf ergehen. Es schüttete so heftig, so dass eine gewaltige Schlammlawine niederging und das Dorf unter sich begrub. Der Sage zufolge war nur noch der Kirchturm zu sehen. Fortan wurde dieser Teil von den Einheimischen als die Stille bezeichnet. Auch heute gibt es noch den Ortsteil Medrazer Stille.

## Veranstaltungen
- Medrazer Dorffest
- Medrazer Stille - Fest
- Traditioneller Krampuslauf
- Margarethen-Tag
- Herz-Jesu-Prozession